# Cixius azopifajo
Cixius azopifajo är en insektsart som beskrevs av Adolf Remane 1979. Cixius azopifajo ingår i släktet Cixius och familjen kilstritar.
Artens utbredningsområde är Spanien.

## Underarter
Arten delas in i följande underarter:
- C. a. azofa
- C. a. azojo